# Francisco Sánchez Bautista
Francisco Sánchez Bautista (Llano de Brujas, Murcia, 11 de junio de 1925 - Murcia, 2 de octubre de 2021) fue un poeta y escritor español.

## Biografía
Nació el 11 de junio de 1925 en esta localidad murciana en la que vivió también sus primeros años. Poeta de formación completamente autodidacta, realizó sus únicos estudios gracias al maestro Lucas, un profesor 
republicano que iba de casa en casa dando lecciones.
Con el paso de los años, entra a formar parte del Cuerpo de Correos y Telégrafos, época en la que es conocido entre sus paisanos como el cartero-poeta. Tras aprobar las oposiciones es destinado a Barcelona y allí amplía su formación poética y publica su primer libro. Era frecuente verle en tertulias literarias, conferencias, recitales y otras actividades vinculadas al mundo de la cultura. Posteriormente, es destinado de nuevo, esta vez a su añorado Levante, y tras ejercer durante algo más de una década en la localidad murciana de Fortuna, es trasladado a Murcia, ciudad en la que establece su residencia y trabaja hasta su jubilación.
Pese a no haber estudiado en ninguna universidad, su obra goza de gran prestigio, habiendo sido objeto, entre otros estudios, de dos tesis doctorales. Investigadores y críticos literarios como Gonzalo Sobejano, Leopoldo de Luis, Carlos Clementson, Juan Cano Ballesta, Miguel Espinosa, y Javier Diez de Revenga, entre otros, han glosado su obra.

## Trayectoria
Sánchez Bautista fue cofundador y director de la revista de poesía Tránsito y sus poemas han aparecido en prestigiosas revistas académicas y literarias. Su poesía, en varias ocasiones, ha sido comparada con la de Miguel Hernández en tanto que ambos poetas poseen un nexo geográfico ya que Orihuela, cuna de Miguel Hernández, está muy próxima a Murcia y la temática y el objeto de sus poemas se desarrolla en medios comunes: el campo, la huerta, la dureza que sobrelleva la población y la adaptación de los ritmos vitales a las estaciones, entre otros aspectos concomitantes, han hecho que ambos sean definidos como poetas sociales del medio rural.
Como buen clásico, a través de su mirada serena y sosegada, convierte al hombre en prolongación de la Naturaleza La dimensión más poética del autor la encontramos en obras como Encuentros con Anteo, Del tiempo y la memoria y Alto acompañamiento, obras todas ellas en las que rinde tributo a los escritores clásicos, unos clásicos que ya salieron al encuentro de Sánchez Bautista en sus tiempos infantiles, allá por los comienzos de la II República  en los que comenzó a ir a la escuela y se puso en contacto con las letras. Fueron los 
fabulistas quienes primero le introdujeron en  la literatura: primero Iriarte y Samaniego, luego Esopo, Fedro y La Fontaine. Después vendrían los poetas de la Antigua Grecia, de nuestro Siglo de Oro o de los siglos XIX y XX. 

La tierra que celebra por serle tan amada se convierte en punto de partida en La sed y el éxodo, atalaya desde la que poeta observa lo universal  y sustancial a la existencia misma del hombre.
La muerte, el imparable transcurrir del tiempo, que solo puede ser aliviado por el recuerdo, el sufrimiento y el amor son esencia del ser humano que cantara Horacio y Sánchez Bautista en Voz y latido  y Elegía del Sureste,  poemarios que constituyen un  verdadero monumento  a la memoria de una guerra descarnada que enfrentó a hermano contra hermano, sembrando el dolor en los campos , pero él nunca plantea cuestiones partidarias sobre la guerra; al escritor solo le interesan sus terribles consecuencias, el vacío y la tragedia que dejó en quienes se quedaron. 
Cotidianidad, sencillez, trascendencia y reflexión conviven armónicamente en el conjunto de la obra de Sánchez Bautista. Sus versos rebosan sentimiento, emoción, pensamiento y compromiso y se sustentan en valores como la amistad, la generosidad y la paz compartida.

La palabra lo es todo, si no hay palabra no hay nada.
F. Sánchez Bautista.

## Obras

### Poesía
- Tierras de sol y de angustia, (Prólogo de Antonio Linage Conde), Barcelona, Rumbos, 1957

- Razón de lo cotidiano, Murcia, Patronato de Cultura de la Diputación de Murcia, 1968

- La sed y el éxodo, Murcia 1975

- Encuentros con Anteo, (Prólogo de Miguel Espinosa),  Murcia, 1976

- Del tiempo y la memoria, (Prólogo de Fco.J. Diez de Revenga), Murcia, Real Academia Alfonso X el Sabio, 1986

- Alto acompañamiento, Murcia, Editora Regional, 1988

- Antología poética de Francisco Sánchez Bautista (1957-1990), Edit liter José Antonio Postigo, Secretariado de publicaciones,  1990

- A modo de glosa, (Prólogo de José Ballester), Murcia, Real Academia Alfonso X el Sabio, 1994

- Elegía y treno, (Estudio preliminar de Fco.J. Diez de Revenga),  Real Academia Alfonso X el sabio, 2000

- Libro de las trovas, Murcia Real Academia Alfonso X el Sabio, 2002

- Elegía del Sureste, Murcia, Editora Regional, 2002

- Poesías completas, Murcia, Real Academia Alfonso X el Sabio, 2005

### Otras obras
- Una arcadia perdida (La huerta de Murcia), Murcia, Real Academia Alfonso X el Sabio, 2007 ISBN  9788496308466
- Asklepios o la añorada infancia de Miguel Espinosa, Murcia, Real Academia Alfonso X el Sabio, 1982

## Distinciones
- Académico de la Real Academia Alfonso X el Sabio
- Premio Polo de Medina
- Socio de Honor del Real Casino de Murcia
- Socio de Honor de la Asociación de Poetas y Escritores del Real Casino de Murcia (2016)
- Premio Laurel de Murcia
- Hijo Adoptivo de Fortuna (Murcia)
- Calle con el nombre del poeta en Fortuna (Murcia)
- Premio de Poesía “Poeta Francisco Sánchez Bautista
- Asociación Cultural “Poeta Sánchez Bautista”
- Instituto de Enseñanza Secundaria "Francisco Sánchez Bautista"